# Зырянов, Александр Никифорович
Алекса́ндр Ники́форович Зыря́нов (28 августа [9 сентября] 1830, Верхний Яр, Пермская губерния — 12 [24] ноября 1884, Скатинское, Пермская губерния) — русский краевед и просветитель. Автор более 60 работ по истории, археологии, экономике, этнографии, метеорологии, культуре и быту населения Шадринского уезда.

## Биография
Александр Зырянов родился 28 августа 1830 года в семье государственных крестьян в селе Верхний Яр Далматовской волости Шадринского уезда Пермской губернии, ныне село входит в Далматовский муниципальный округ Курганской области. На третьем году жизни Александр Зырянов остался без отца. Мать приняла в дом другого мужа из села Ключевского, той же волости, но тот скоро умер.
В 1846 году учился несколько месяцев грамоте в Далматовском духовном училище, оставил учёбу из-за ограниченности в средствах, в дальнейшем занимался самообразованием. С 1846 года служил рассыльным мальчиком, затем писцом в Далматовском волостном правлении. До 1861 года работал волостным писарем в Уксянской, затем в Батуринской, Каргапольской, Мехонской, Барневской и Иванищевской волостях Шадринского уезда.
По его инициативе в 1859 году была открыта первая в уезде бесплатная школа для крестьянских детей в селе Иванищевском Иванищевской волости Шадринского уезда (мужское единоверческое училище) и первая на Урале сельская библиотека. Библиотека в селе Иванищевском просуществовала всего 20 месяцев. В 1861 году Зырянов переехал и перевёз свою библиотеку в Далматов. Не успев открыться, библиотека была закрыта по распоряжению Министерства государственных имуществ «Впредь до преобразования народных читален на новых основаниях».
По его инициативе в 1861 году открыта школа (женское училище) в Далматове. С 1861 года был адвокатом по крестьянским делам в Далматове, некоторое время служил бухгалтером в Далматовской городской управе.
В 1850-х занимался собиранием и записыванием народных песен и сказок Шадринского уезда, часть которых вошла во второй выпуск «Народных русских сказок» А. Н. Афанасьева (1889), а также в первый и во второй тома «Пермского сборника» Д. Д. Смышляева. Среди зауральских сказок, записанных Зыряновым, наибольшую известность получила «Царевна-лягушка».
В 1860-х принялся за изучение археологии и истории края, не переставая интересоваться и его этнографией. Результатом этих занятий были статьи: «Несколько слов о курганах в Шадринском уезде», «Материалы для описания Шадринского уезда», «О г. Шадринске», «Свадебные обряды в Шадринском уезде» и многие другие, помещённые большей частью в «Пермских Губернских Ведомостях». В 1870-х Зырянов, помимо этого, изучал экономический быт Шадринского уезда и написал труд «Промыслы в Шадринском уезде» (в «Трудах Императорского Вольного Экономического Общества», 1876 г., т. IV).
Из других его работ наиболее важны: «Материалы для истории заселения Зауральского края» (в «Пермских губернских ведомостях» за 1870, 1871 и 1876 годы) и «Крестьянское движение в Шадринском у., в 1843 г.» («Др. и Н. Россия», 1879 г., № 11). В 1880-х Зыряновым было напечатано несколько статей о курганах и городищах Шадринского уезда и истории города Далматова («Пермские Губернские Ведомости»).
Будучи действительным членом Императорского Русского географического общества, он, по его поручению, около 20 лет занимался метеорологическими наблюдениями в родном селе и Далматове; результаты их напечатаны в «Записках Уральского Общ. Любит. Естествознания».
В 1871 году ненадолго переехал в Пермь и поступил на службу в Пермскую губернскую управу.
11 (23) апреля 1876 года передал в Шадринск 1210 наименований книг и журналов, 50 брошюр и 2226 различных номеров газет, всего на сумму 1219 рублей 32 копейки. Таким образом А. Н. Зырянов явился основателем теперешней Центральной библиотеки, существующей в Шадринске.
Им написано более 60 работ по истории, археологии, экономике, этнографии, метеорологии, культуре и быту населения Шадринского уезда.
Александр Зырянов скончался от апоплексического удара 12 ноября 1884 года по пути из Камышлова в Далматово Шадринского уезда Пермской губернии, не доезжая 3-х километров до села Скатинского Скатинской волости Камышловского уезда Пермской губернии, ныне село входит в Зареченское сельское поселение Камышловского района Свердловской области. Похоронен на кладбище Далматовского Свято-Успенского мужского монастыря в городе Далматове Далматовской волости Шадринского уезда Пермской губернии, ныне город Далматово — административный центр Далматовского муниципального округа Курганской области.
После его смерти семья осталась почти нищей и всю его личную библиотеку и архив вынуждена была продать купцу Дерюшеву на обёртки. По рассказам, Дерюшев увез три воза книг.

## Награды
- Серебряная медаль Императорского Русского географического общества, 1860 год
- Большая Серебряная медаль Императорского Вольного экономического общества

## Память
В 1907 году, по представлению ветеринарного врача Далматовского участка В. И. Попова, Шадринское земство поставило на могиле его мраморный памятник. Ныне памятник перенесен в здание Далматовского музея.
29 июня 1946 года в  Государственном архиве Свердловской области образован Фонд № 135, был выделен из фонда краеведческого музея.
Решением Далматовского райисполкома от 19 января 1973 г. именем А. Н. Зырянова назван народный краеведческий музей Дома пионеров. Портрет А. Н. Зырянова (в последний год его жизни) в 1927 году пожертвован Далматовскому музею внуком А. Н. Зырянова, сыном Антониды Александровны, Василием Дмитриевичем Ловыгиным.
В 1991 году Центральной городской библиотеке г. Шадринска Курганской области Постановлением президиума Курганского областного Совета народных депутатов от 19.09.1990 г. № П-91 было присвоено имя её основателя Александра Никифоровича Зырянова.
В 2000 году по инициативе Шадринского движения «За культурное Возрождение» на средства администрации г. Шадринска установлен памятник в восточной части территории Далматовского Свять-Успенского мужского монастыря.
С 2003 года проводится научно-практическая конференция «Зыряновские чтения», в 2008 году мероприятие получило статус всероссийского. Тематические направления: археология и этнография, историческое краеведение, историография и источниковедение, музееведение, литературное Зауралье, географические науки, живая природа.
В августе 2010 года, на доме потомков Якова Петрова Зырянова, дяди Александра, где он жил после смерти отца, была установлена памятная доска. Дом стоит в центре села Верхний Яр.

## Семья
На свадьбе родителей Александра, состоявшейся 17 февраля (1 марта)  1826 года у крестьянина деревни Верхнеярской Никифора Яковлева Зырянова (31 год, вдов) и города Далматово Ивана Панфилова Иванчикова дочери, девки Марьи (20 лет), вместо тысяцкого Василия Мосеева Зырянова и поезжан, крестьянин же Дмитрия Егорова Пономарёва, Петра Яковлева Зырянова, по их личной просьбе руку приложил к записи в книге брачных обысков мещанин Фёдор Мерзляков, отец поэта Алексея Мерзлякова.
Александр Зырянов женился в селе Мехонском Мехонской волости Шадринского уезда на дочери крестьянина Анисье Матвеевне Дубровской, но через три с половиной года она умерла, оставив ему дочь Антонину. Антонина в 1877 году вышла замуж за купеческого сына Дмитрия Павловича Ловыгина. У них дочери Анисья (10 (22) декабря 1878 года — ?, по мужу Кузьминых), Юлия, сын Василий.
Вторая жена — Сусанна Ардалионовна, у них была приёмная дочь Екатерина Васильевна (урождённая Поташкина, в замужестве Чернобородова) и совместная дочь Нина Александровна.